# Сале деле Ланге
Са̀ле деле Ла̀нге (на италиански: Sale delle Langhe; на пиемонтски: Sare dle Langhe, Саре дъле Ланге) е село и община в Северна Италия, провинция Кунео, регион Пиемонт. Разположено е на 480 m надморска височина. Населението на общината е 524 души (към 2010 г.).